# 진 시몬스 (음악가)
진 시몬스(Gene Simmons, 1949년 8월 25일 ~ )는 미국의 음악가이다.